# 總督山
總督山（英語：Governor Mountain）是南極洲的山峰，位於奧次地，屬於威爾遜山的一部分，海拔高度1,550米，該山峰由美國地質調查局繪入地圖，現時由南極條約體系管理。